# Kasala
Kasala es la capital del estado de Kasala al noreste de Sudán.  Su población registrada en 2008 fue de 419.030. Es una ciudad comercial y es famosa por sus jardines de frutas.